# 디미트리 레오니다스
드미트리 리오니다스(Dimitri Leonidas, 1987년 11월 14일 ~ )는 잉글랜드의 배우이다.

## 출연 작품
- 킬 벤 릭 (2018)
- 레이크 (2017)
- 로즈워터 (2014)
- 모뉴먼츠 맨 : 세기의 작전 (2014)
- 애니멀즈(영어판) (2012)
- 퍼스트 타임 (2010)
- 나는 네가 캠퍼스에서 한 일을 알고 있다 (2009)
- 더 빌 (1984)